# Bombardowanie z odbicia

Amerykański A-20 Havoc tuż po udanym ataku na japoński transportowiec metodą bombardowania z odbicia. Wewak, Nowa Gwinea, marzec 1944

Bombardowanie z odbicia (ang. skip bombing) – metoda bombardowania z małej wysokości dostosowana do użycia przeciwko okrętom i statkom transportowym Japońskiej Cesarskiej Marynarki Wojennej przez majora Williama Benna z 63. Dywizjonu 43. Grupy Bombowej 5. Armii Powietrznej Sił Powietrznych Armii Stanów Zjednoczonych podczas II wojny światowej na południowo-zachodnim Pacyfiku. Opracowanie bombardowania z odbicia przypisuje się generałowi George’owi Kenneyowi.
Po raz pierwszy bombardowanie z odbicia zostało użyte w bazie Rabaul na Nowej Brytanii. 5 Armia Powietrzna Stanów Zjednoczonych użyła bombowców B-25 do ataku i zniszczenia japońskich statków. Bombardowanie z odbicia okazało się bardzo skuteczną techniką i zaczęło być szerzej wykorzystywane. Jedyną wadą było to, że bombardowanie z odbicia wymagało perfekcyjnych umiejętności od załogi bombowca. Czasem bomby wybuchały zbyt szybko lub w niektórych przypadkach tonęły.
Samolot bombowy musiał lecieć na bardzo małych wysokościach (60–75 m) z prędkością 320–400 km/h. Następnie zwalniał od dwóch do czterech bomb, zwykle 500-funtowych (230 kg) lub 1000-funtowych (450 kg) wyposażonych w zapalniki z opóźnieniem od czterech do pięciu sekund w odległości 20–90 m od celu. Bomby odbijały się od powierzchni wody i następnie uderzały w burtę statku i wybuchały lub zanurzały się i eksplodowały pod statkiem albo też odbijały się nad cel i eksplodowały w powietrzu. We wszystkich przypadkach wybuchy okazywały się skuteczne. W przeciwieństwie do bomb skaczących technika bombardowania z odbicia wykorzystywała standardowe typy bomb.
Do bombardowania z odbicia wykorzystywano różne typy samolotów, w tym ciężkie bombowce B-17 Flying Fortress, bombowce średnie B-25 Mitchell i bombowce szturmowe A-20 Havoc. Samoloty te były często wspierane przez silnie uzbrojone samoloty Bristol Beaufighter z Królewskich Australijskich Sił Powietrznych, które swoimi karabinami maszynowymi i działkami niszczyły japońską obronę przeciwlotniczą.
Znaczącym zastosowaniem tej techniki była bitwa na Morzu Bismarcka (2-4 marca 1943 r.), u północnych wybrzeży Nowej Gwinei.